# Linyphia tubernaculofaciens
Linyphia tubernaculofaciens är en spindelart som beskrevs av Richard Hingston 1932. Linyphia tubernaculofaciens ingår i släktet Linyphia och familjen täckvävarspindlar.
Artens utbredningsområde är Guyana. Inga underarter finns listade i Catalogue of Life.